# Ser Benfiquista
Ser Benfiquista é o hino oficial do clube português Sport Lisboa e Benfica. Foi escrito por Paulino Gomes Júnior (letra e música) por volta de 1953. Foi apresentado a 16 de abril de 1953 num sarau de angariação de fundos para a construção do antigo Estádio da Luz, no Pavilhão dos Desportos, com a presença de cerca de 6 mil benfiquistas, sendo cantado pelo tenor Luís Piçarra. É reproduzido no início de todos os jogos do Benfica no Estádio da Luz.